# Betonowa granica

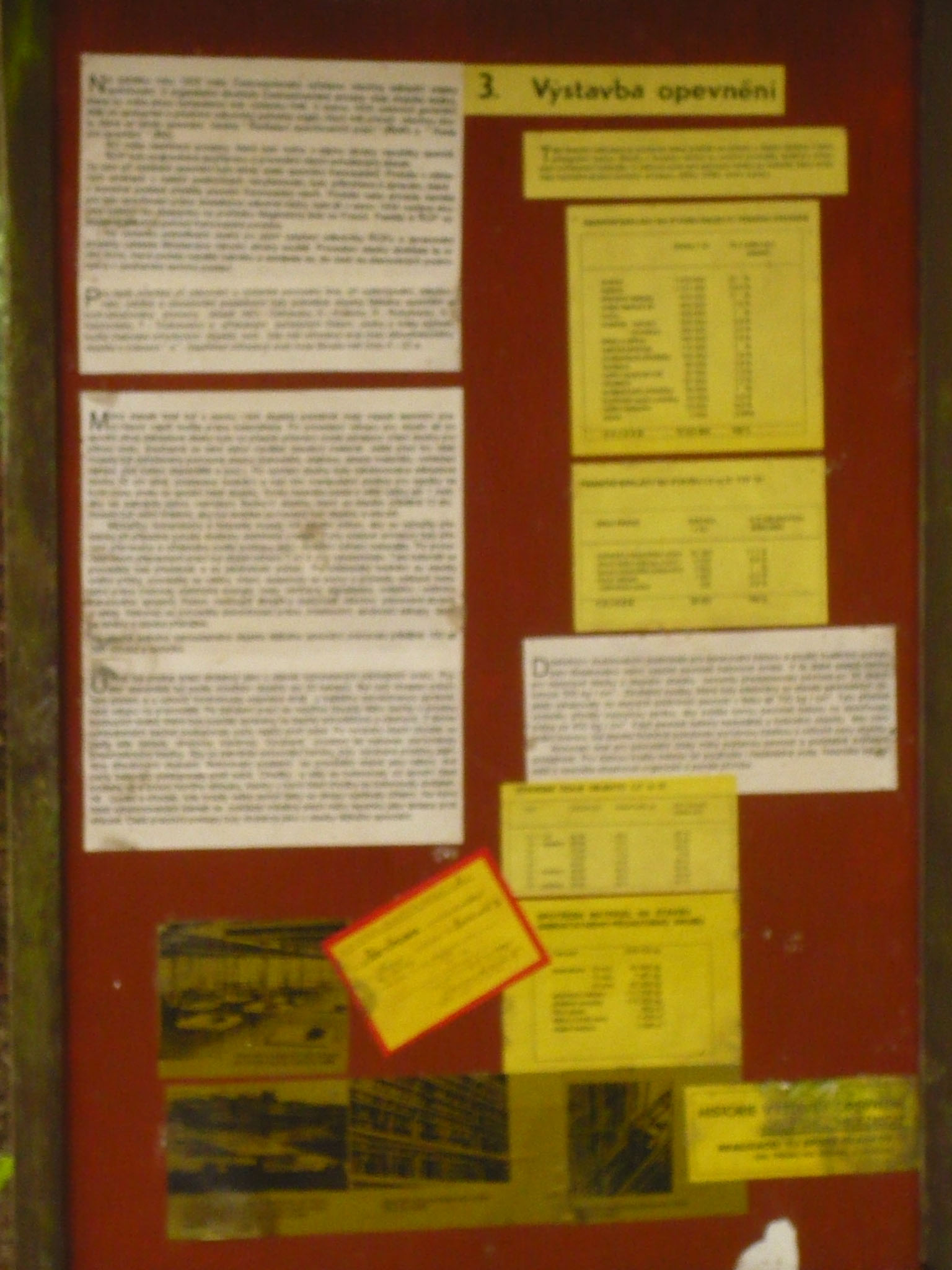
Tablica informacyjna nr 3

Betonowa granica (cz. Betonová hranice) – turystyczna przyrodniczo-militarna ścieżka dydaktyczna przedstawiająca czechosłowackie fortyfikacje wykonane w latach 1935–1938 w rejonie wschodniej części Gór Orlickich.
Ścieżka dydaktyczna została udostępniona do użytku publicznego w roku 1988. Szlak jest oznakowany nietypowymi dla turystyki górskiej żółtymi oznakowaniami, a jego część pokrywa się z krótkim odcinkiem Jiraskovego szlaku. Ścieżka ma łączną długość ok. 12 km i prowadzi przez 13 punktów z tablicami informacyjnymi opracowanymi przez Emila Trojana. Ma ona formę pętli, której punktem wyjściowym jest Mladkov. Na trasie pośród licznych schronów "betonowej granicy" znajduje się między innymi grupa warowna Bouda, szlak mija także rozmaite dobra przyrody, w tym radioaktywne źródło księcia Rościsława.